# 塞费尔德
塞费尔德（德語：Seefeld，發音：[ˈzeːfɛlt] ⓘ）是德国巴伐利亚州上巴伐利亚行政区施塔恩贝格县的市镇，面积34.85平方千米，2023年12月31日人口为7,768人。